# Steve Kuhn
Steve Kuhn (Brooklyn, 1938. március 24. –) amerikai dzsesszzongorista, zeneszerző, hangszerelő, zenekarvezető, zenepedagógus. Szülei magyar-zsidó bevándorlók voltak.

## Pályakép
Newtonban, Massachusettsben nőtt fel. Ötéves korában zongorázni kezdett Margaret Chaloff bostoni zongoratanárnál, aki megtanította neki a zongorajáték „oroszos” technikáját. Steve Kuhn tinédzser korában Duke Ellingtonért, Fats Wallerért, Charlie Parkerért, Bud Powellért, Art Tatumért rajongott.
Steve Kuhn már fiatalon elkezdett klasszikus zenét improvizálni. Tinédzserként a bostoni dzsesszklubokban szerepelt Chet Bakerrel, Coleman Hawkinsszal, Vic Dickensonnal és Serge Chaloffal.
A Harvard Egyetem elvégzése után a Lenox School of Musicba is járt, ahol Ornette Colemannel, Don Cherryvel és Gary McFarlanddal dolgozott. Az iskola oktatói között volt Bill Evans, George Russell, Gunther Schuller és a Modern Jazz Quartet tagjai is. Ez azzal zárult, hogy egy időre csatlakozott Kenny Dorham trombitás zenekarához, illetve John Coltrane kvartettjéhez.
Kuhn Stan Getzzel, Art Farmerrel, Oliver Nelsonnal, Gary McFarlanddel, Ron Carterrel, Scott LaFaroval, Harvie Swartz-cal, Sheila Jordan énekesnővel, Billy Drummonddal, David Finckkel és Miroslav Vitousszal is fellépett. 
1967 és 1971 között Stockholmban élt. Saját triójával dolgozott Európa-szerte. 1971-ben visszaköltözött New Yorkba és kvartettet alapított, ám továbbra is fellépett európai koncerteken, valamint a Newporti Dzsessz Fesztiválon. Az 1960-as években több jelentős felvétele volt Steve Swallow basszusgitárossal és Pete La Roca dobossal. A kritikusok által elismert felvételek között szerepelt az October Suite, amelyet Gary McFarland Kuhn számára komponált.
2022 végén Kuhn bejelentette, hogy visszavonult a turnézástól.

## Lemezválogatás
- 1968: Watch What Happens (és Palle Danielsson, Jon Christensen)
- 1975: Trance (és Steve Swallow, Jack DeJohnette, Sue Evans9
- 1975: Ecstasy solo
- 1978: Non-Fiction (és Steve Slagle, Harvie Swartz, Bob Moses)
- 1980: Playground (és Sheila Jordan, Harvie Swartz, Bob Moses)
- 1982: Last Year`s Waltz (és Sheila Jordan, Harvie Swartz, Bob Moses)
- 1984: Mostly Ballads (és Harvie Swartz)
- 1986: The Vanguard Time
- 1988: Porgy (és Laura Anne Taylor, Eddie Gomez, Buster Williams, Al Foster)
- 1989: Oceans In The Sky
- 1990: Looking Back
- 1990: Live At Maybeck Recital Hall
- 1992: Years Later (és David Finck, Lewis Nash)
- 1995: Remembering Tomorrow (és David Finck, Joey Baron)
- 1995: Seasons Of Romance (és Tom Harrell, Bob Mintzer, George Mraz, Al Foster)
- 1998: Dedication (és David Finck, Billy Drummond)
- 2000: The Best Things
- 2009: Mostly Coltrane (és David Finck, Joey Baron, Joe Lovano)
- 2012: Wisteria (és Steve Swallow, Joey Baron)

## Fordítás
Ez a szócikk részben vagy egészben  a   Steve Kuhn című angol Wikipédia-szócikk ezen változatának fordításán alapul.  Az eredeti cikk szerkesztőit annak laptörténete sorolja fel. Ez a jelzés csupán a megfogalmazás eredetét és a szerzői jogokat jelzi, nem szolgál a cikkben szereplő információk forrásmegjelöléseként.